# 穆罕默德·伊哈塔伦
穆罕默德·阿明·伊哈塔伦（荷蘭語：Mohamed Amine Ihattaren，2002年2月12日—）是一名荷兰足球运动员，场上司职中场，现効力布拉格斯拉維亞。

## 俱乐部生涯
伊哈塔伦从2010年就加入了埃因霍温青训，他在2018年3月28日与埃因霍温签下了他的第一份职业合同。 伊哈塔伦在2019年1月26日为埃因霍温上演了职业队首秀，那场荷甲比赛埃因霍温2-1击败了格罗宁根。

## 国家队生涯
伊哈塔伦在荷兰的乌德勒支出生， 也拥有摩洛哥血统。他是一名荷兰青年国脚，也是2018年荷兰U17夺得U17欧锦赛冠军的成员之一。 在2019年11月，伊哈塔伦决定为荷兰国家队效力。 他在2020年9月被荷兰国家队招入了欧国联对阵波兰和意大利的大名单中。

## 荣誉
阿賈克斯
- 荷甲冠軍：2021–22

荷兰U17
- U-17欧锦赛冠军：2018